# Ferdinand Lohmeyer
Karl Ferdinand Lohmeyer (* 25. Dezember 1826 in Verden; † 5. März 1911 in Göttingen) war ein deutscher Chirurg und Hochschullehrer.

## Leben
Ferdinand Lohmeyer studierte an der Georg-August-Universität Göttingen Medizin. 1846 wurde er Mitglied des Corps Bremensia. 1849 wurde er zum Dr. med. promoviert. Anschließend habilitierte er sich in Chirurgie. Als a.o. Professor der Chirurgie an der Universität Göttingen lehrte er neben Chirurgie auch Augenheilkunde, gerichtliche Medizin und Staatsarzneikunde. Im Deutsch-Französischen Krieg war er Oberchefarzt der Lazarette in der Belagerung von Metz. Über viele Jahre war er in Göttingen Bürgervorsteher, zuletzt als Wortführer des Bürgervorsteher-Kollegiums. Er war der Schwiegervater des Nobelpreisträgers Walther Nernst.

## Ehrungen
- Geheimer Medizinalrat

## Schriften
- Über die Vergiftungen durch Kupfer, 1849
- Lehrbuch der allgemeinen Chirurgie, 1858
- Die Schusswunden und ihre Behandlung, 1859
- Über Trepanation bei Aphasie, 1872